# Казете Траки (Ферара)
Казете Траки (итал. Casette Tracchi) је насеље у Италији у округу Ферара, региону Емилија-Ромања.
Према процени из 2011. у насељу је живело 26 становника. Насеље се налази на надморској висини од 11 м.